# Eduardo Bustillo
Eduardo Hano Bustillo y Lustonó (Madrid, 1836-Madrid, 1908) fue un periodista, humorista, poeta y escritor español.

## Biografía

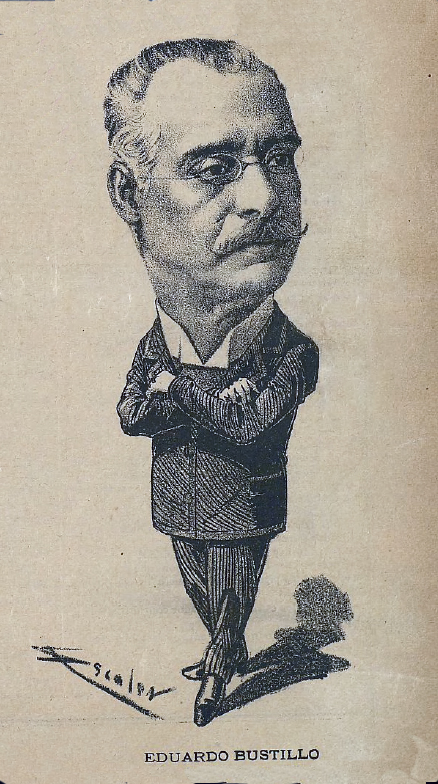
Caricaturizado por Escaler (1890)

Nacido en Madrid en 1836, estudió Derecho en las universidades de Santiago de Compostela y Oviedo. Fue catedrático del Instituto de Santander y amigo íntimo de José María de Pereda, quien cita muy encomiásticamente unos versos suyos en La leva.
Regresó después a Madrid donde colaboró en los periódicos más destacados y ejerció la crítica teatral muchos años en La Ilustración Española y Americana. Fue secretario de la reina María Victoria, esposa del rey Amadeo de Saboya hasta que éste decidió renunciar a la corona.
En sus últimos años fue perdiendo la vista (Pereda, en carta a Enrique Menéndez Pelayo, el hermano de don Marcelino, escribe afectuosamente que era "hombre de nobilísimos impulsos, activo, maguer cegato y añoso", y el mismo autor ya comenta en su El ciego de Buenavista que "desde chico vi tan mal, / que por no ver, me vi exento / del servicio militar". Falleció en 1908 en su ciudad natal.

## Obra
Como periodista fue muy activo, sobre todo en periódicos y revistas de humor como Madrid Cómico, dirigido por Sinesio Delgado. Escribió romances costumbristas a la manera de Alfonso García Tejero en El ciego de Buenavista: Romancero satírico de tipos y malas costumbres (1888); otras colecciones de versos suyos son Las cuatro estaciones: Poesías (1877) y Cancionero de Amores (1903); participó en el colectivo Romancero de la Guerra de África (1861) auspiciado por Mariano Roca de Togores, marqués de Molíns. 
Reunió sus artículos de crítica teatral en Campañas teatrales: Crítica dramática (1901). Otras obras suyas son El Libro azul, novelitas y bocetos de costumbres (1879). Con su pariente Eduardo de Lustonó compiló la antología del Siglo de Oro en tres volúmenes Galas de ingenio. Cuentos, pensamientos y agudezas de los poetas dramáticos del Siglo de Oro, coleccionados y anotados (Madrid, 1879).
Entre sus piezas dramáticas puede citarse El laurel de los laureados; paso dramático, escrito para honrar la memoria de Julián Romea (1872) y Lazos de amor y amistad. Comedia en un acto y en verso (1858; segunda edición, 1865), Razón de Estado: Juguete cómico en dos actos y en verso (1879), Cartas trascendentales: Comedia en un acto y en verso (1877), El ciudadano Simón: Melodrama en tres actos y en prosa, con Antonio Palomero y Manuel Manrique de Lara (1901) y Basta de suegros; comedia en un acto y en prosa (1902).
Se le debe también Cosas de la vida. Cuentos y novelitas (1899). Carácter devoto tiene El libro de María: cuadros de la vida de la Virgen (1865).